# Piegaro
Piegaro ist eine italienische Gemeinde mit 3347 Einwohnern (Stand 31. Dezember 2023) in der Provinz Perugia in der Region Umbrien.

## Geografie

Die Lage von Piegaro in der Provinz Perugia

Die Gemeinde erstreckt sich über rund 99 km². Sie liegt etwa 30 km südwestlich der Provinz- und Regionalhauptstadt Perugia am Fluss Nestore und am Fuße des Berges Montarale 853 m s.l.m. an der Via Pievaiola (Strada statale 220 Pievaiola), die von Perugia nach Città della Pieve führt. Die Gemeinde liegt in der klimatischen Einordnung italienischer Gemeinden in der Zone E, 2 152 GR/G. Sie gehört zur Gemeinschaft Comunità montana Trasimeno Medio Tevere.
Die Nachbargemeinden sind Città della Pieve, Marsciano, Montegabbione (TR), Monteleone d’Orvieto (TR), Paciano, Panicale, Perugia und San Venanzo (TR).

### Ortsteile

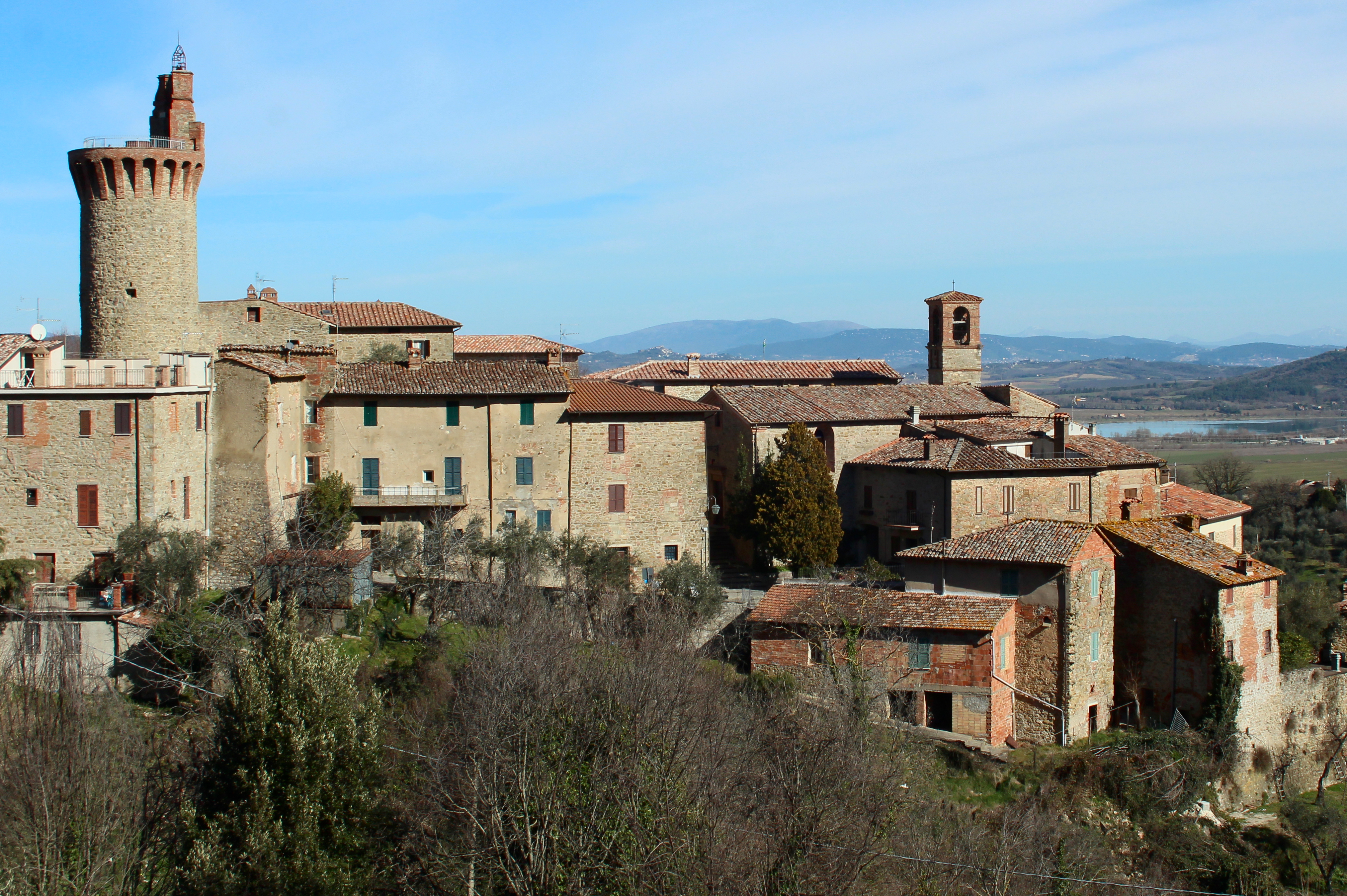
Der Ortsteil Castiglion Fosco

Die Ortsteile (Frazioni) sind Castiglion Fosco, Cibottola, Collebaldo, Gaiche, Greppolischieto, Ierna, Macereto, Oro, Pietrafitta, Pratalenza und Vignaie.
- Castiglion Fosco, Ortsteil bei 350 m s.l.m. mit ca. 200 Einwohnern. Liegt ca. 10 km östlich von Piegaro. Der Ort wurde im 10. Jahrhundert gegründet, wahrscheinlich durch eine Schenkung von Otto II. an einen Soldaten namens Fosco. Gehört seit 1817 zur Gemeinde. Wurde im Guerra del Sale (Salzkrieg), dem 1540 ausgebrochenen Konflikt zwischen dem Kirchenstaat und Perugia um die vom Papst Paul III. eingesetzte Salzsteuer, von Pier Luigi II. Farnese belagert und zerstört.
- Collebaldo, Ortsteil bei 336 m s.l.m., liegt ca. 1 km von Castiglion Fosco entfernt.
- Gaiche, Ortsteil bei 440 m s.l.m.
- Greppolischieto, Ortsteil bei 657 m s.l.m.
- Macereto, Ortsteil bei 301 m s.l.m.
- Oro, Ortsteil bei 305 m s.l.m.n mit ca. 180 Einwohnern. Liegt ca. 9 km nordöstlich von Piegaro. Wurde erstmals 1260 schriftlich als Castrum Auri erwähnt und gehörte geschichtlich immer zum heutigen Ortsteil Castiglion Fosco und gelangte mit ihm 1817 zum Gemeindegebiet von Piegaro.
- Pietrafitta, Ortsteil bei 276 m s.l.m.
- Pratalenza, Ortsteil bei 556 m s.l.m., liegt ca. 4 km vom Hauptort entfernt.
- Vignaie, Ortsteil bei 490 m s.l.m.

## Geschichte
Der Legende nach entstand der Ort durch den Sohn des Saturnus, Pico Gaio (bzw. Graio). Historiker dagegen legen die Ortsgründung in das 3. Jahrhundert v. Chr., als die Römer während einer Belagerung aus dem nahegelegenen Chiusi flüchteten. Diese errichteten bereits zu dieser Zeit eine kleine Stadtmauer und widmetem den Ort der Jagdgöttin Diana. Zu dieser Zeit hieß der Ort wahrscheinlich Pico Gaio, aus dem mit der Zeit Plagarium (lateinische bzw. römische Bezeichnung) und Plagario und letztendlich Piegaro wurde. Trotz der geografischen Nähe blieb der Ort von der Schlacht am Trasimenischen See unberührt und bis zum 5. Jahrhundert fehlen weitere Erwähnungen. 455 wurde der Ort von Geiserich und den Vandalen heimgesucht, die den Ort zerstörten. 568 eroberten die Langobarden die Gegend und Piegaro und schlugen den Ort der Gemeinde Chiusi zu, zu deren Lehen und deren Grafschaft er bis zum 12. Jahrhundert gehörte. Nach einer Ribellion im Jahr 1240 gegen die Herren aus Chiusi gab Friedrich II. den Ort an Marsciano. Dies stellte die Einwohner ebenfalls nicht zufrieden, was in weiteren Auflehnungen gegen die Herren aus Marsciano mündete. 1295 wurde der Ort selbständig, aber bereits ein Jahr später unterwarf sich die Gemeinde derer von Perugia, von der sie Schutz gewährt bekam. Das Castello wurde im März 1367 von den Grandes Compagnies belagert, die zwar die Burg nicht erobern konnten, dafür aber das Umland und die Außenbezirke zerstörten. 1376 nahm der Ort mit weiteren Burgen und Gemeinden der Gegend an dem Widerstand gegen den Kirchenstaat teil und erhielt seine Unabhängigkeit zurück. Zehn Jahre später wurde der Ort von den Bretonen belagert und eingenommen. Danach begab sich der Ort unter den Schutz der Visconti. Nach dem Tod von Gian Galeazzo Visconti 1402 übergab seine Witwe das Territorium wiederum dem Kirchenstaat, mit dem die Gemeinden ein Jahr später einen Friedensvertrag unterzeichneten. Dreizehn Jahre später fiel der Ort dem Braccio da Montone in die Hände, der den Ort bis zu seinem Tod 1424 hielt. Danach herrschte Frieden bis 1443, als Piegaro von Ciarpellone (Antonio Colella da Parma) belagert wurde und die Bevölkerung zwang, sich in defensiver Absicht in der Burg einzuschließen. Als die Piegaresi nach einigen Tagen aufgaben, wurden die Burg in Brand gesteckt und die Bevölkerung nach Cortona geschafft, wo sie im August 1443 durch Zahlungen aus Perugia ausgelöst wurden.
Am Ende des achtzehnten Jahrhunderts wurde der Ort Teil der Römischen Republik und wurde von der Gemeinde Città della Pieve verwaltet. Nach der napoleonischen Besatzung wurden dem Ort 1817 die Ortsteile Castiglion Fosco, Oro und Pietrafitta zugeteilt. 1873 entstand das heutige Rathaus. Nach der Einheit Italiens stieg die Bevölkerungszahl von ca. 4000 zu ca. 6000 im Jahr 1951. Danach fiel der Bevölkerungsstand bis 2001 auf ca. 3650 Einwohner. Erhebliche Schäden erlitt der Ort im Zweiten Weltkrieg durch den Rückzug der deutschen Truppen am 17. Juni 1944.

## Sehenswürdigkeiten

### Im Ortskern

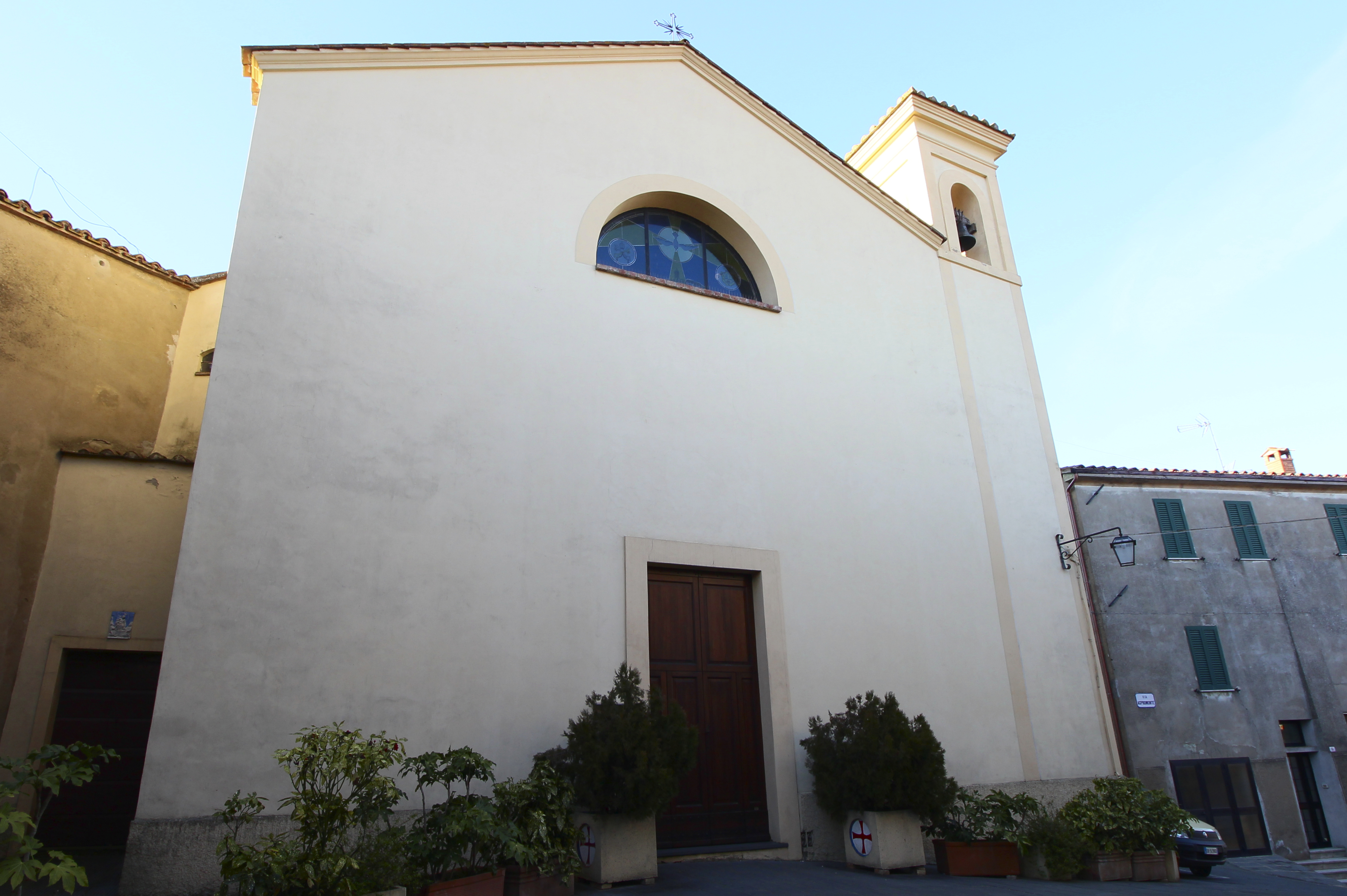
Die Kirche San Silvestro im Ortskern

- Chiesa di San Silvestro papa, Kirche im Ortskern, die wahrscheinlich im 10. Jahrhundert entstand, aber erstmals 1275 im Dokument Rationes Decimarum erwähnt wird.[6]
- Museo del Vetro (Glasmuseum), entstand im April 2009.[7]
- Palazzo Misciattelli-Pallavicini, Gebäude aus dem 18. Jahrhundert.
- Porta Perugina, Befestigungstor, das im Zweiten Weltkrieg zerstört wurde.[5] Heute nur noch als Nachbau vorhanden.
- Pozzo medievale, Brunnen im Ortskern (13. Jahrhundert).[5]
- Chiesa della Madonna della Crocetta, Kirche kurz außerhalb von Piegaro, entstand in der zweiten Hälfte des 16. Jahrhunderts durch Brüder der Confraternita della Crocetta.[8]
- Fonte medievale, Brunnen nahe der Chiesa della Madonna della Crocetta (12./13. Jahrhundert).[5]

### In den Ortsteilen

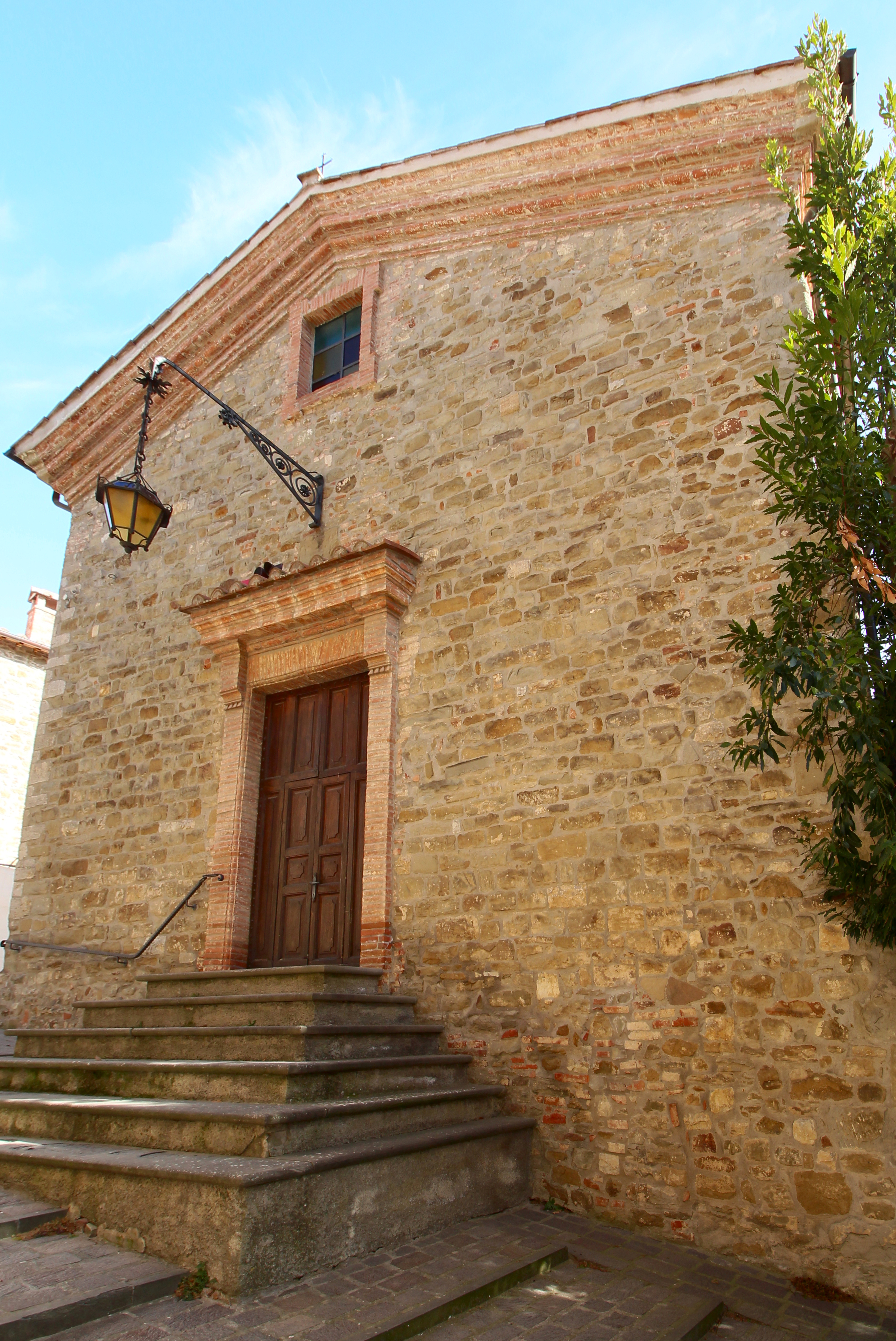
Die Kirche Santa Croce in Castiglion Fosco

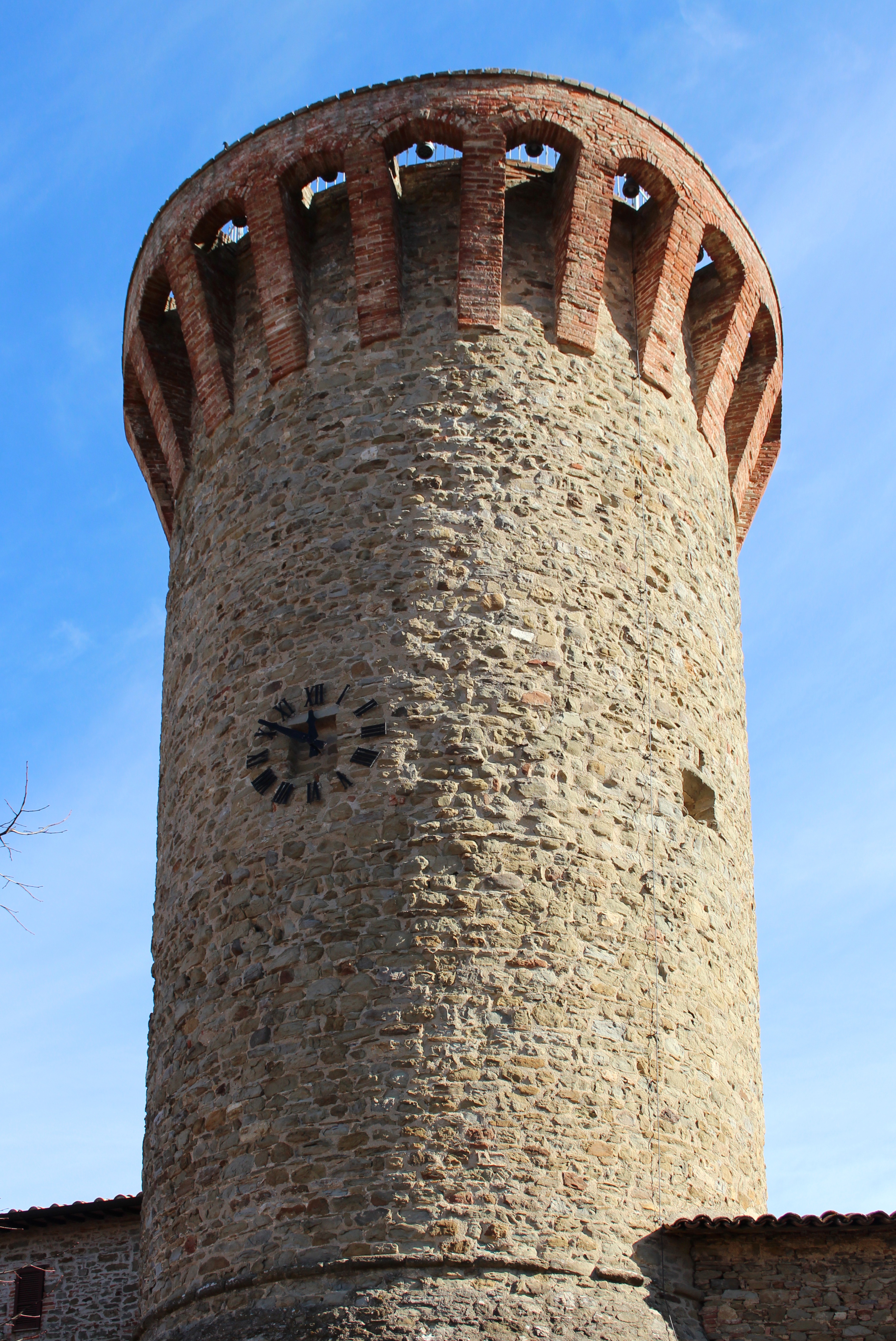
Der runde Turm von Castiglion Fosco

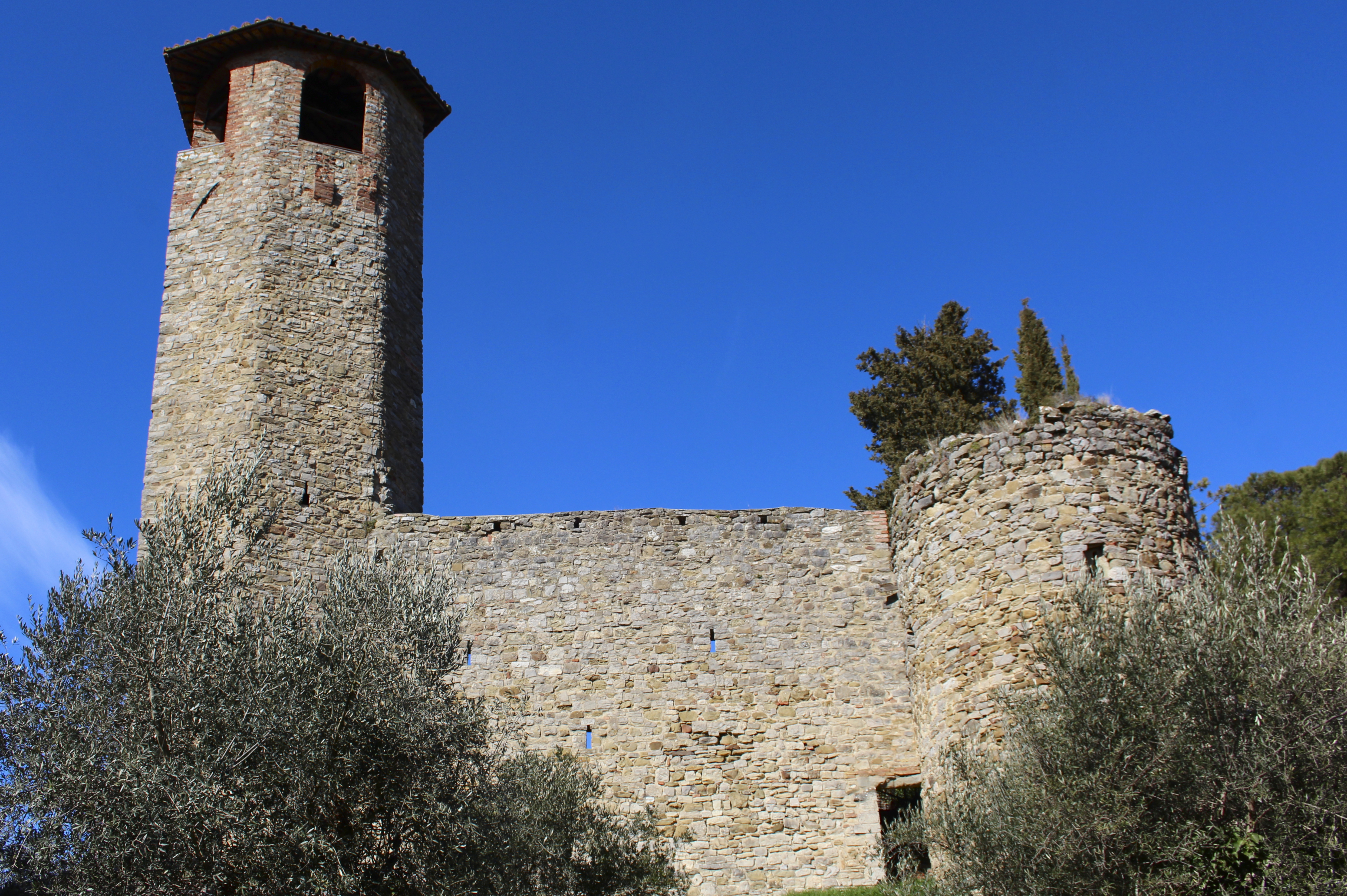
Die Burg von Cibottola

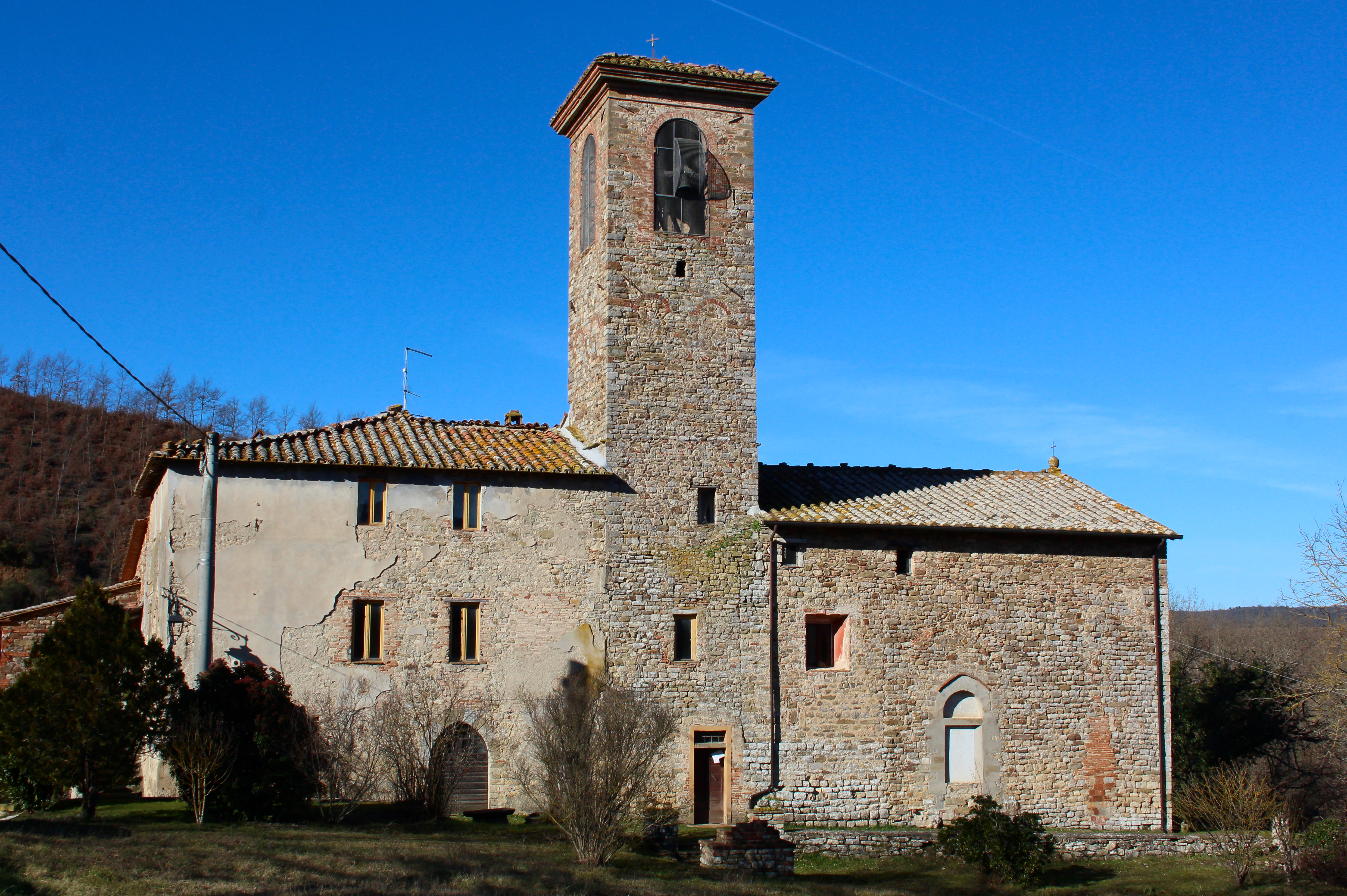
San Donato di Ierna

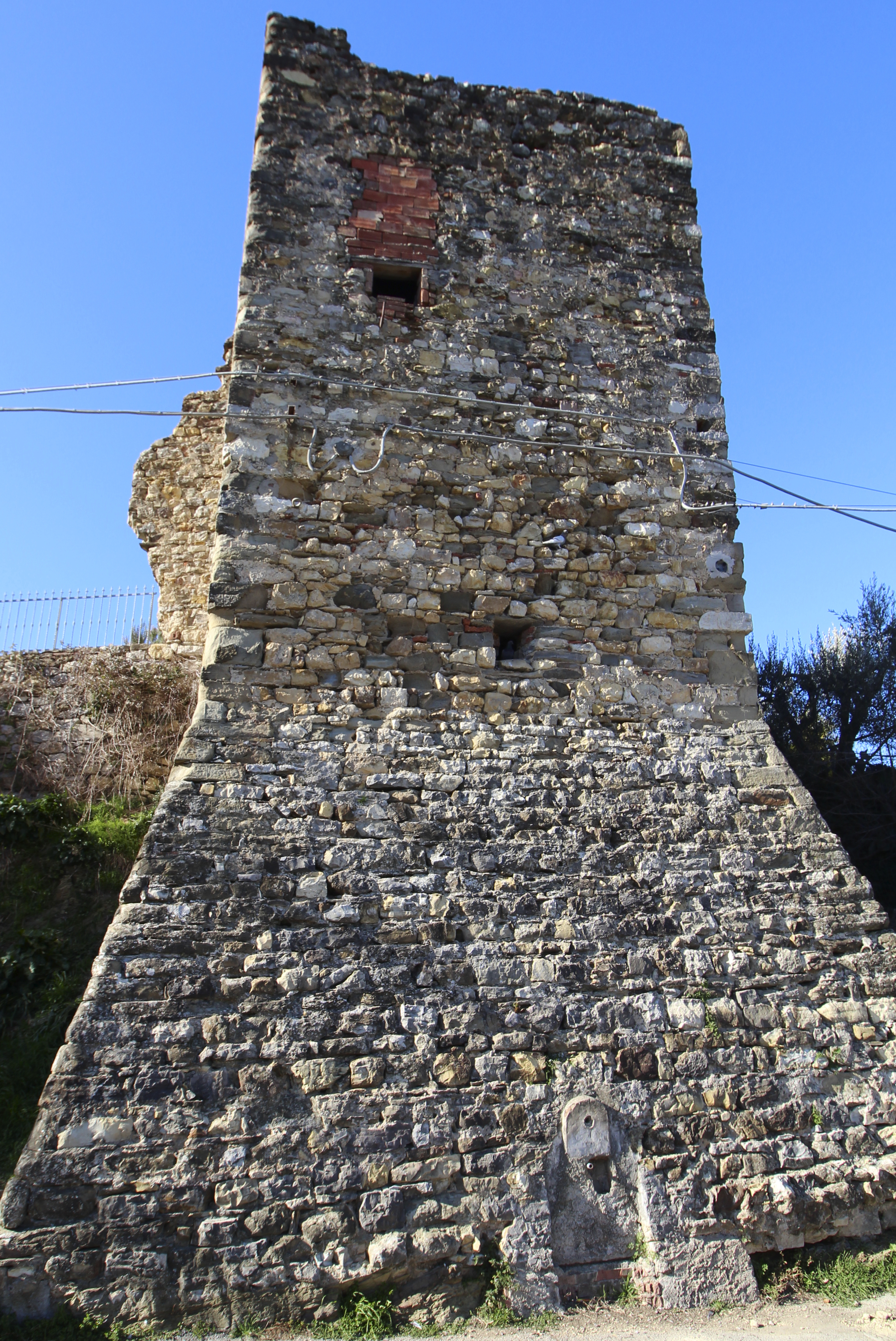
Wehrturm in Oro

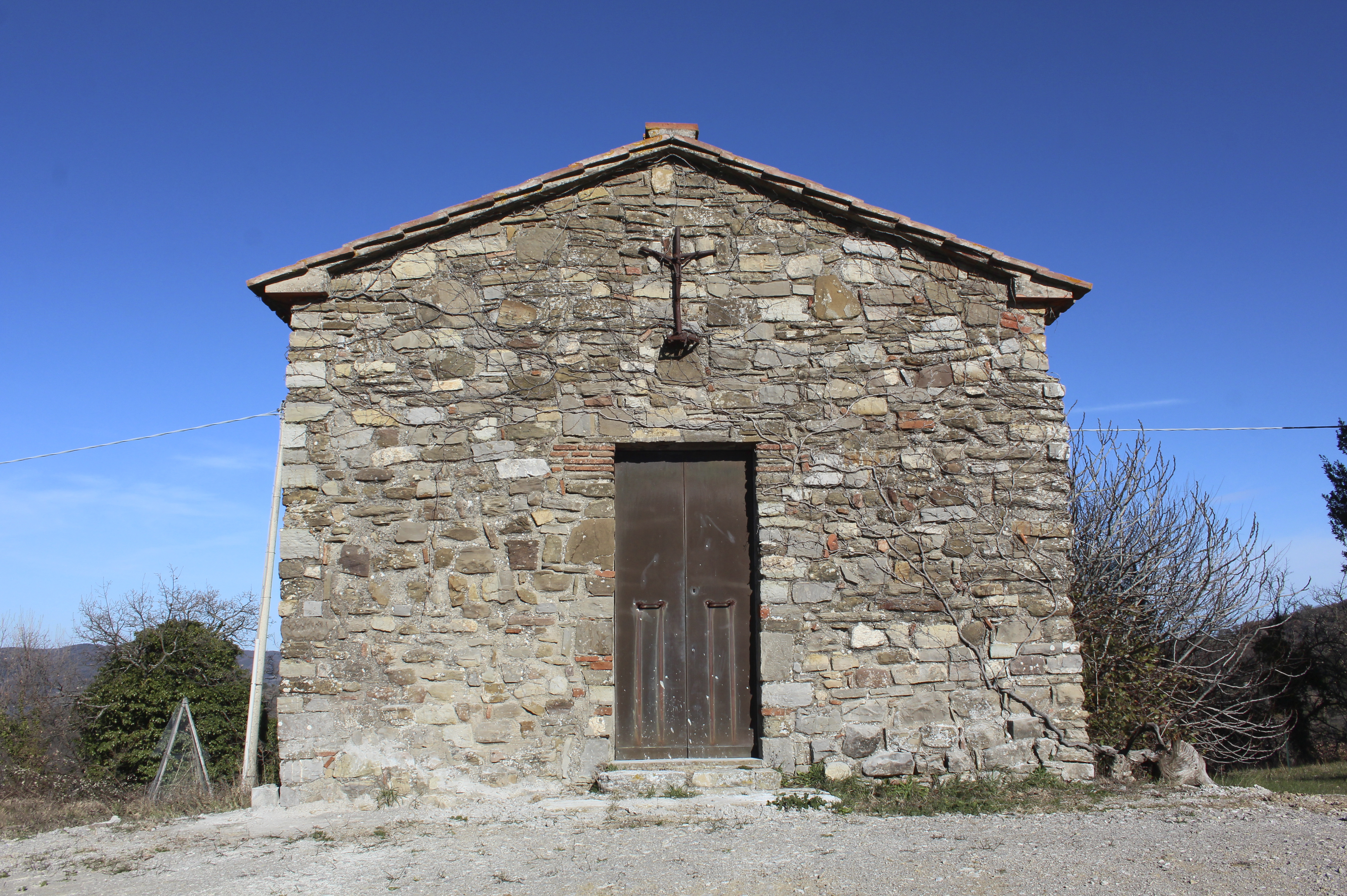
Die Kirche San Pietro in Vignaie

- Castello di Castiglion Fosco, Burg im Ortsteil Castiglion Fosco, enthält einen Turm (25 m) von Tommaso di Francesco, der von 1462 bis 1500 entstand.[9]
- Santa Croce, Kirche aus dem 12./13. Jahrhundert im Ortsteil Castiglion Fosco.[10]
- Convento di San Giovanni, eine von der Universität Perugia 1545 errichtete Kirche nahe dem Ortsteil Castiglion Fosco.[11]
- Castello di Cibottola, Burg im Ortsteil Cibottola (469 m s.l.m.[3]). Enthält einen ca. 20 m hohen und achteckigen Beobachtungs- und Glockenturm mit einer Glocke aus dem Jahr 1850.[12]
- Chiesa di San Fortunato, Kirche in Cibottola, die um das Jahr 1000 entstand. Wurde 1360 erstmals schriftlich erwähnt. Die Fresken stammen aus dem 14. Jahrhundert.[13]
- Convento di San Bartolomeo, ehemaliger Konvent der Franziskaner nahe dem Ortsteil Cibottola. Entstand in den ersten Jahrzehnten des 13. Jahrhunderts und wurde 1892 verlassen.[14]
- Chiesa di Santa Maria Assunta, Kirche im Ortsteil Collebaldo, die 1304 begonnen und am 31. Oktober 1316 durch den Bischof von Perugia, Francesco Poggi, geweiht wurde. Entstand über dem antiken Tempel der Diana e Vesta. Enthält die Gemälde Vergine con il Bambino e Angeli e Santi (17. Jahrhundert) und Madonna con il Bambino, Sant’Agata, San Gregorio papa e San Valentino (18. Jahrhundert).[15]
- Castello di Gaiche, Burg im Ortsteil Gaiche (440 m s.l.m.[3]), die 1282 als Castrum de Galchis und als befestigt erwähnt wurde.[16]
- Chiesa di San Lorenzo, 1391 entstandene Kirche im Ortsteil Gaiche. Enthält die Leinwandbilder Vergine con il Bambino e i Santi Lorenzo e Macario (Hauptaltar, 1629 entstanden) und Madonna col Bambino e San Giuseppe (1627 entstanden).[16]
- Oratorio di San Bernardino, Kapelle nahe der Kirche San Lorenzo in Gaiche. Enthält im zweiten Stockwerk das Fresko Madonna con il Bambino aus der Schule des Perugino.[16]
- Castello di Greppolischieto, Burg im Ortsteil Greppolischieto (657 m s.l.m.[3]) am Monte Città di Fallera (681 m s.l.m.[3]). War 1282 noch als Villa erwähnt, als Castrum dann ab 1380.[17]
- Chiesa San Lorenzo, vor 1500 entstandene Kirche im Ortsteil Greppolischieto, liegt kurz außerhalb der Befestigungsanlage.[18]
- San Donato de Ierna, ehemalige Abtei bei Ierna. Namensgebend sind der heilige Donatus von Arezzo und der naheliegende Bach Jerna. Entstand wahrscheinlich im 11./12. Jahrhundert durch die Kamaldulenser und wurde erstmals 1136 in einem Dokument von Innozenz II. erwähnt. Die Abtei war bis 1471 aktiv und wurde danach als Kirche genutzt. Enthält Gemälde aus dem 17. Jahrhundert, darunter Gesù in croce tra la Maddalena addolorata e San Donato (Hochaltar), Madonna del Carmine, San Giuseppe e un Santo francescano (rechter Altar) und Vergine con il Bambino tra San Pietro e San Giovanni Battista (linker Altar).[19]
- Castello di Macereto, Burg im Ortsteil Macereto Alto. War 1282 noch als Villa erwähnt, als Castrum dann ab der zweiten Hälfte des 15. Jahrhunderts.[20]
- Chiesa di San Michele Arcangelo, Kirche im Ortsteil Macereto Alto kurz außerhalb der Befestigungsanlage. Entstand von 1909 bis 1911, der Glockenturm 1945.[21]
- Chiesa di San Pietro, ehemalige Kirche in der Burg von Macereto.
- Croce di Montarale, 1901 entstandenes Gipfelkreuz aus Eisen auf dem Berg Monte Arale 853 m s.l.m.[2]
- Castrum Auri, Burgruine im Ortsteil Oro aus dem 12. Jahrhundert.[22]
- Chiesa di Santa Lucia, ehemalige Kirche im Ortskern von Oro.
- Chiesa di Santa Felicissima, 1350 dokumentierte Kirche kurz außerhalb der Burg von Oro.[22]
- Castello di Pietrafitta, Burg aus dem 12. Jahrhundert in Pietrafitta.
- Chiesa di Santa Maria Assunta, Kirche in Pietrafitta.
- Cappella della Madonna del Fosso, Kapelle in Pietrafitta.
- Abbazia dei Sette Frati, Abtei nahe Pietrafitta.
- Chiesa di San Giuseppe Lavoratore, Kirche im Pratalenza, die 1959 entstand, um die Chiesa della Madonna del Monte zu ersetzen.[23]
- Chiesa della Madonna del Monte, Kirchenruine bei Pratalenza. Wurde wahrscheinlich im 15. Jahrhundert errichtet und 1956 von einem Blitz und dem darauffolgenden Feuer so stark beschädigt, dass die Dachkonstruktion einstürzte.[24]
- Chiesa di San Pietro, Kirche in Vignaie, die erstmals 1489 erwähnt wurde. Die heute vorhandenen Holzbänke sind noch die aus dem 15. Jahrhundert.[25]

## Wirtschaft
Bekanntestes Produktionsgut des Ortes ist das Glas, mit dessen Herstellung am Ende des 13. Jahrhunderts begonnen wurde. Dabei wurde auch auf das Wissen geflüchteter Glasbläser aus Murano zurückgegriffen. Ab dem Ende des 17. Jahrhunderts war die Glasproduktion eng mit der Familie Cocchi verbunden, ab dem Ende des 19. Jahrhunderts übernahm die Familie der Cordoni die Verantwortung. Zwischen 1898 und 1941 erlebte die Glasproduktion in Piegaro eine schwere Krise, in der die Fabriken mehrfach geschlossen wurden. 1941 entstand durch die Pallavicini eine neue Glasfabrik, die bis 1960 unter ihrer Führung stand und am 18. April durch das Konsortium Cooperativa di soci-lavoratori unter Leitung des Bürgermeisters Leonida Pedetti sowie weiteren 58 Teilhabern übernommen wurde.

## Verkehr
- Der Ort liegt an der Strada statale 220 Pievaiola, die von Perugia nach Città della Pieve führt.[3]
- Anschlussstellen an den Fernverkehr gibt es in Chiusi/Chianciano Terme (etwa 15 km nordwestlich) und in Fabro (etwa 11 km südwestlich) an die Autobahn A1. Verschiedene Anschlussstellen an den Raccordo autostradale 6 liegen etwa 22–25 km nordöstlich zwischen Magione und Perugia. Anschlussstellen an die Europastraße 45 im Teilstück Terni-Cesena liegen etwa 25 km westlich.
- Die nächstgelegenen Bahnhöfe befinden sich in Chiusi/Chianciano Terme, Fabro und Perugia.

## Söhne und Töchter der Gemeinde
- Leopoldo da Gaiche (* 30. Oktober 1732 in Gaiche als Giovanni Croci; † 2. April 1815 in Monteluco, Ortsteil von Spoleto), am 12. März 1893 Seligergesprochener Priester.[26]
- Herculanus von Piegaro (Sant’Ercolano oder Ercolano da Piegaro genannt, * in Piegaro, † 28. Mai 1541 in Castelnuovo di Garfagnana), wurde 1860 durch Pius IX. heiliggesprochen.[27]
- Stefano Pignatelli (* 1578 in Piegaro; † 12. August 1623 in Rom), wurde am 11. Januar 1621 von Papst Paul V. zum Kardinal erklärt und liegt in der Kirche Santa Maria sopra Minerva bestattet.[28]

## Gemeindepartnerschaften
Piegaro unterhält Gemeindepartnerschaften mit:
- Verneuil-en-Halatte, Département Oise, Frankreich
- Dvůr Králové nad Labem, Tschechien (seit Oktober 2002)